# Grzegorz Kondrat
Grzegorz Krzysztof Kondrat – polski fizyk, dr hab. nauk fizycznych, adiunkt Instytutu Fizyki Teoretycznej Wydziału Fizyki i Astronomii Uniwersytetu Wrocławskiego.

## Życiorys
18 czerwca 1997 obronił pracę doktorską Niestacjonarne procesy losowe w zewnętrznie zaburzanych układach klasycznych i kwantowych, 8 maja 2012 habilitował się na podstawie pracy zatytułowanej Perkolacja i zablokowanie w procesach adsorpcji obiektów rozciągłych na płaszczyźnie. Pracował w Wyższej Szkole Informatyki i Zarządzania „Copernicus” we Wrocławiu.
Objął funkcję adiunkta w Instytucie Fizyki Teoretycznej na Wydziale Fizyki i Astronomii Uniwersytetu Wrocławskiego.